# العلاقات الإيطالية الكوستاريكية
العلاقات الإيطالية الكوستاريكية هي العلاقات الثنائية التي تجمع بين إيطاليا وكوستاريكا.

## مقارنة بين البلدين
هذه مقارنة عامة ومرجعية للدولتين:
| وجه المقارنة                                              | إيطاليا                                                  | كوستاريكا                                 |
| --------------------------------------------------------- | -------------------------------------------------------- | ----------------------------------------- |
| المساحة (كم2)                                             | 301.34 ألف                                               | 51.10 ألف                                 |
| عدد السكان (نسمة)                                         | 60.60 مليون                                              | 4.91 مليون                                |
| الكثافة السكانية (ن./كم²)                                 | 201.1                                                    | 96.09                                     |
| العاصمة                                                   | روما، فلورنسا، تورينو                                    | سان خوسيه                                 |
| اللغة الرسمية                                             | اللغة الإيطالية                                          | اللغة الإسبانية                           |
| العملة                                                    | يورو، ليرة إيطالية                                       | كولون كوستاريكي                           |
| الناتج المحلي الإجمالي (بليون دولار)                      | 1.93 تريليون                                             | 57.06 مليار                               |
| الناتج المحلي الإجمالي (تعادل القوة الشرائية) بليون دولار | 2.26 تريليون                                             | 74.98 مليار                               |
| الناتج المحلي الإجمالي الاسمي للفرد دولار أمريكي          | 29.96 ألف                                                | 11.26 ألف                                 |
| الناتج المحلي الإجمالي للفرد دولار أمريكي                 | 35.46 ألف                                                | 14.92 ألف                                 |
| مؤشر التنمية البشرية                                      | 0.873                                                    | 0.766                                     |
| رمز المكالمات الدولي                                      | +39                                                      | +506                                      |
| رمز الإنترنت                                              | .it                                                      | .cr، قائمة نطاقات المستوى الأعلى للإنترنت |
| المنطقة الزمنية                                           | توقيت وسط أوروبا، ت ع م+01:00، ت ع م+02:00، أوروبا/روما ‏ | 00                                        |

## مدن متوأمة
في ما يلي قائمة باتفاقيات التوأمة بين مدن إيطالية وكوستاريكية:
- ترتبط مونتيغروتو تيرمي مع ألاخويلا باتفاقية توأمة.
- ترتبط Bordano [الإنجليزية]‏ مع ألاخويلا باتفاقية توأمة.

## منظمات دولية مشتركة
يشترك البلدان في عضوية مجموعة من المنظمات الدولية، منها:
| علم المنظمة | اسم المنظمة                               | تاريخ انضمام إيطاليا | تاريخ انضمام كوستاريكا |
| ----------- | ----------------------------------------- | -------------------- | ---------------------- |
|             | يونسكو                                    | ?                    | 19 مايو 1950           |
|             | الفريق المعني برصد الأرض                  | ?                    | ?                      |
|             | مؤسسة التمويل الدولية                     | 27 ديسمبر 1956       | 20 يوليو 1956          |
|             | المركز الدولي لتسوية المنازعات الاستشارية | 28 أبريل 1971        | 27 مايو 1993           |
|             | منظمة حظر الأسلحة الكيميائية              | ?                    | ?                      |
|             | مؤسسة التنمية الدولية                     | 24 سبتمبر 1960       | 30 يونيو 1961          |
|             | منظمة التجارة العالمية                    | 1995                 | ?                      |
|             | وكالة ضمان الاستثمار متعدد الأطراف        | 29 أبريل 1988        | 8 فبراير 1994          |
|             | الاتحاد البريدي العالمي                   | ?                    | ?                      |
|             | الاتحاد الدولي للاتصالات                  | 1866                 | 13 سبتمبر 1932         |
|             | منظمة الشرطة الجنائية الدولية             | ?                    | ?                      |
|             | الأمم المتحدة                             | 14 ديسمبر 1955       | 2 نوفمبر 1945          |
|             | البنك الدولي للإنشاء والتعمير             | 27 مارس 1947         | 8 يناير 1946           |

## وصلات خارجية
- موقع وزارة الخارجية الإيطالية
- موقع وزارة الخارجية الكوستاريكية